# Avenue du Suffrage Universel
Pour les articles homonymes, voir Rue du Suffrage Universel.
L'avenue du Suffrage Universel (en néerlandais : Algemeen Stemrechtlaan) est une avenue bruxelloise de la commune de Schaerbeek qui va de la chaussée de Haecht à l'avenue Louis Bertrand en passant par l'avenue Ernest Renan.
La numérotation des habitations va de 1 à 85 pour le côté impair, et de 2 à 22 pour le côté pair.
Le tunnel Josaphat, d'une longueur de 385 m, passe intégralement sous l'avenue du Suffrage Universel.
Le suffrage universel a été instauré en Belgique lors de la révision de la Constitution de 1921.

## Historique
L'avenue du Suffrage Universel, dont la création fut ratifiée par l'arrêté royal du 15 septembre 1919, est directement liée à la construction du tunnel Josaphat, emprunté par la ligne ferroviaire 161. 
Avant les années 1910, le chemin de fer de ceinture, la ligne de Bruxelles-Quartier-Léopold à Bruxelles-Nord et Schaerbeek, suivait un tracé à l'air libre, comportant de nombreux passages à niveau sur le territoire des communes de Saint-Josse et Schaerbeek. L'arrêté royal du 10 février 1902 et la convention du 4 avril 1907 avec les Chemins de fer de l'État belge décrètent la création nouveau tracé sans passages à niveau. Cette nouvelle ligne est réalisée entre 1902 et les années 1910 en même temps que de larges avenues, dont les avenues Voltaire et Paul Deschanel établies sur l'ancien tracé du chemin de fer, et l'avenue Louis Bertrand.
Le premier projet ne prévoyait qu'une tranchée à cet endroit ; sa création fut décidée en deux étapes :
- le conseil communal décida le 29 janvier 1913 de réaliser, aux frais de la commune, le voûtement de la tranchée du chemin de fer de ceinture entre la chaussée de Haecht et la rue Laude prolongée (actuelle avenue Ernest Renan) et la réalisation d'une rue (actuelle avenue du Suffrage Universel) au-dessus.
- le 1er avril 1914, la commune décida de faire de même pour la portion en direction de l'avenue Louis Bertrand.

La réalisation d'un tunnel au lieu d'une tranchée permettait d'assainir le quartier avoisinant, les trains étant alors remorqués par des locomotives à vapeur. Selon les normes sanitaires en vigueur à l'époque, les bâtiments à construire le long de l'avenue du Suffrage Universel devront être établies en recul du trottoir avec un jardinet.
L'actuel tracé du chemin de fer ainsi que de l'avenue Louis Bertrand sont visibles en pointillés sur une carte de Bruxelles datée de 1910. Plusieurs rues, ainsi que l'ancien tracé du chemin de fer, ont disparu lors de la réalisation de cet aménagement.

## Adresses notables
- nos 22-24 :

Stade communal de Schaerbeek
Crossing Schaerbeek
Racing Club de Schaerbeek
FC Kosova Schaerbeek
Salle Omnisports
Futsal
- no 49 : European Educational Exchanges - Youth for Understanding

## Crossing Schaerbeek

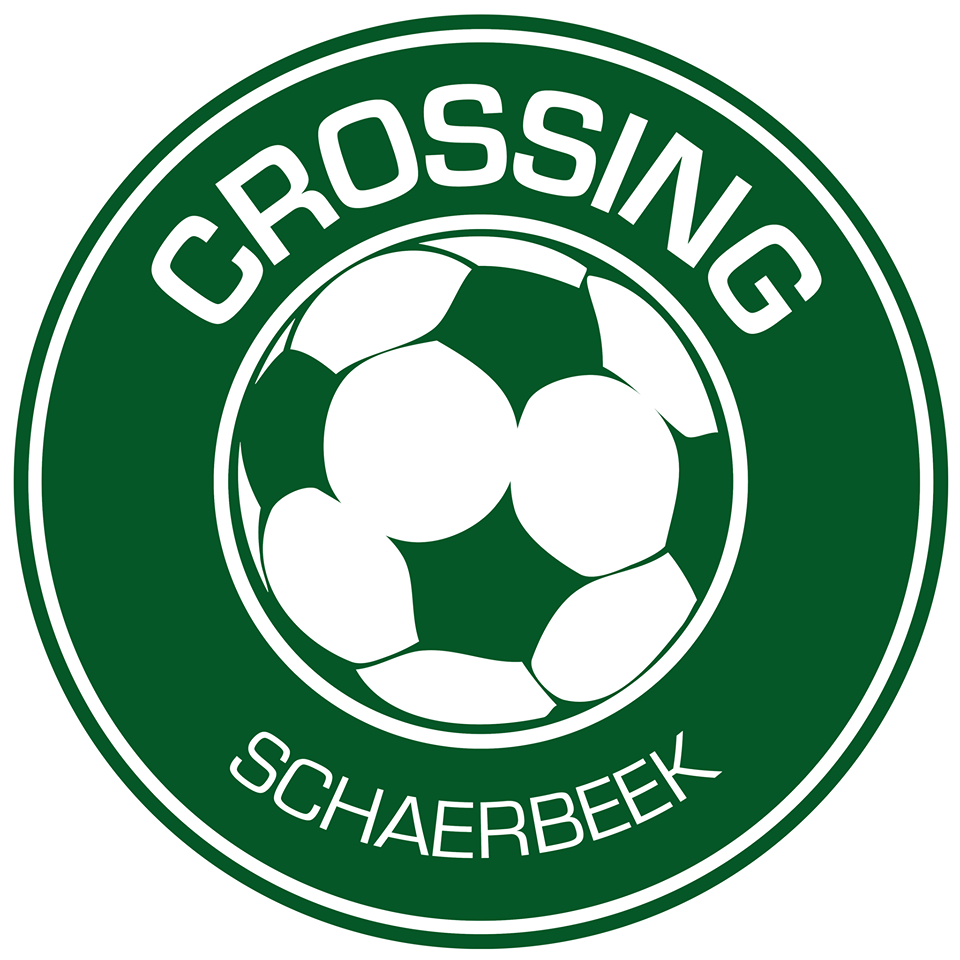
Crossing de Schaerbeek

Le Crossing de Schaerbeek est un club de football belge affilié à l'URBSFA (numéro d'affilié 4070) né en 2012 de la fusion de la Royale Union Sportive Albert Schaerbeek (RUSAS) et du RFC Evere.
Le club a connu ses heures de gloire lors des années 1970 et a évolué au plus haut niveau du football belge. Il évolue actuellement en division 3 ACFF et est logé au stade communal de Schaerbeek ainsi qu'au stade Chazal et au parc Saint-Vincent. Ses couleurs sont le vert et blanc en référence aux couleurs des communes d'Evere et de Schaerbeek.
Joueurs connus : Désiré Mbonabucya - Ibrahim Tankari - Eric Matoukou - Georges Leekens

## Galerie de photos

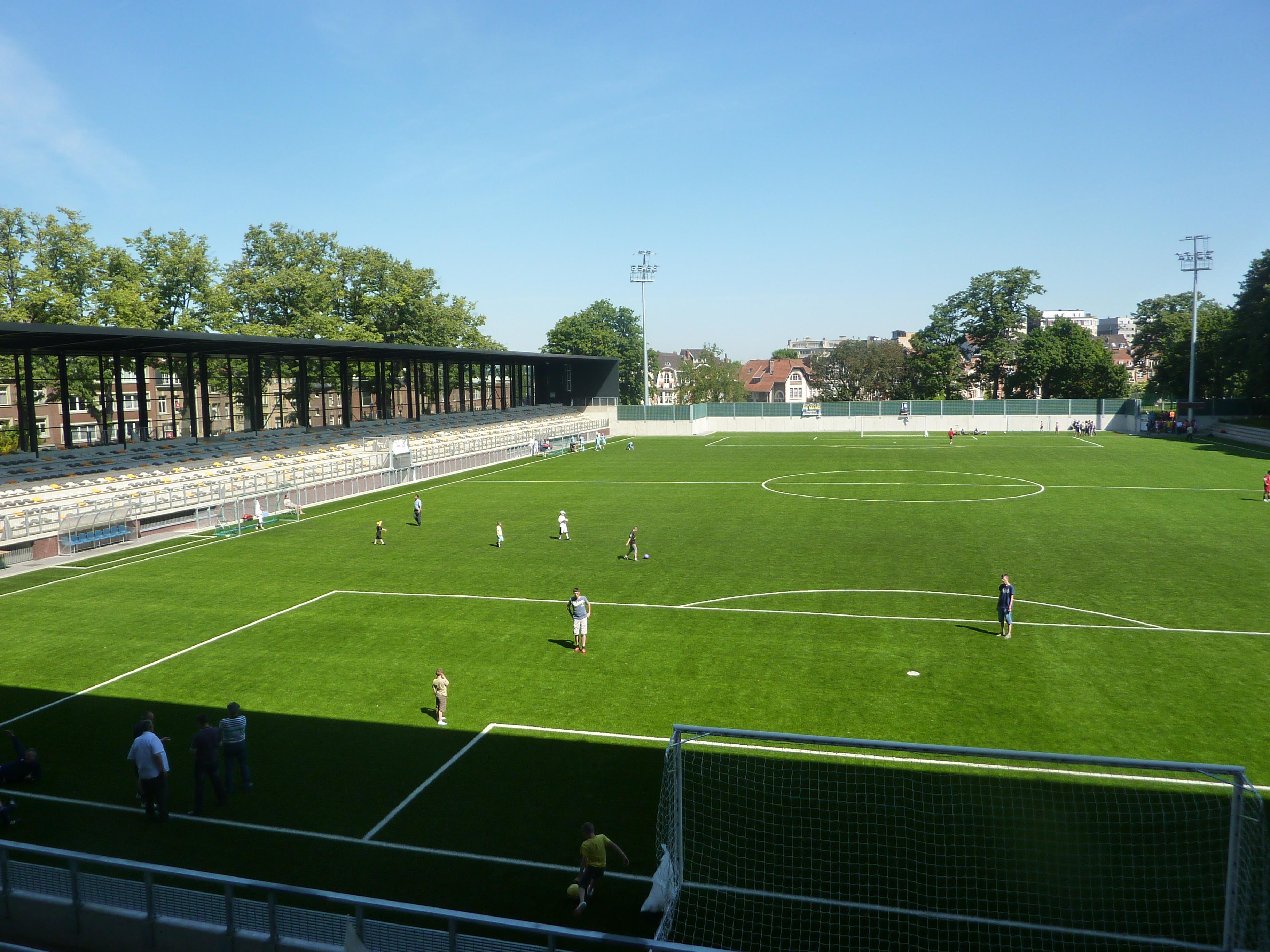
L'avenue du Suffrage Universel à gauche du stade
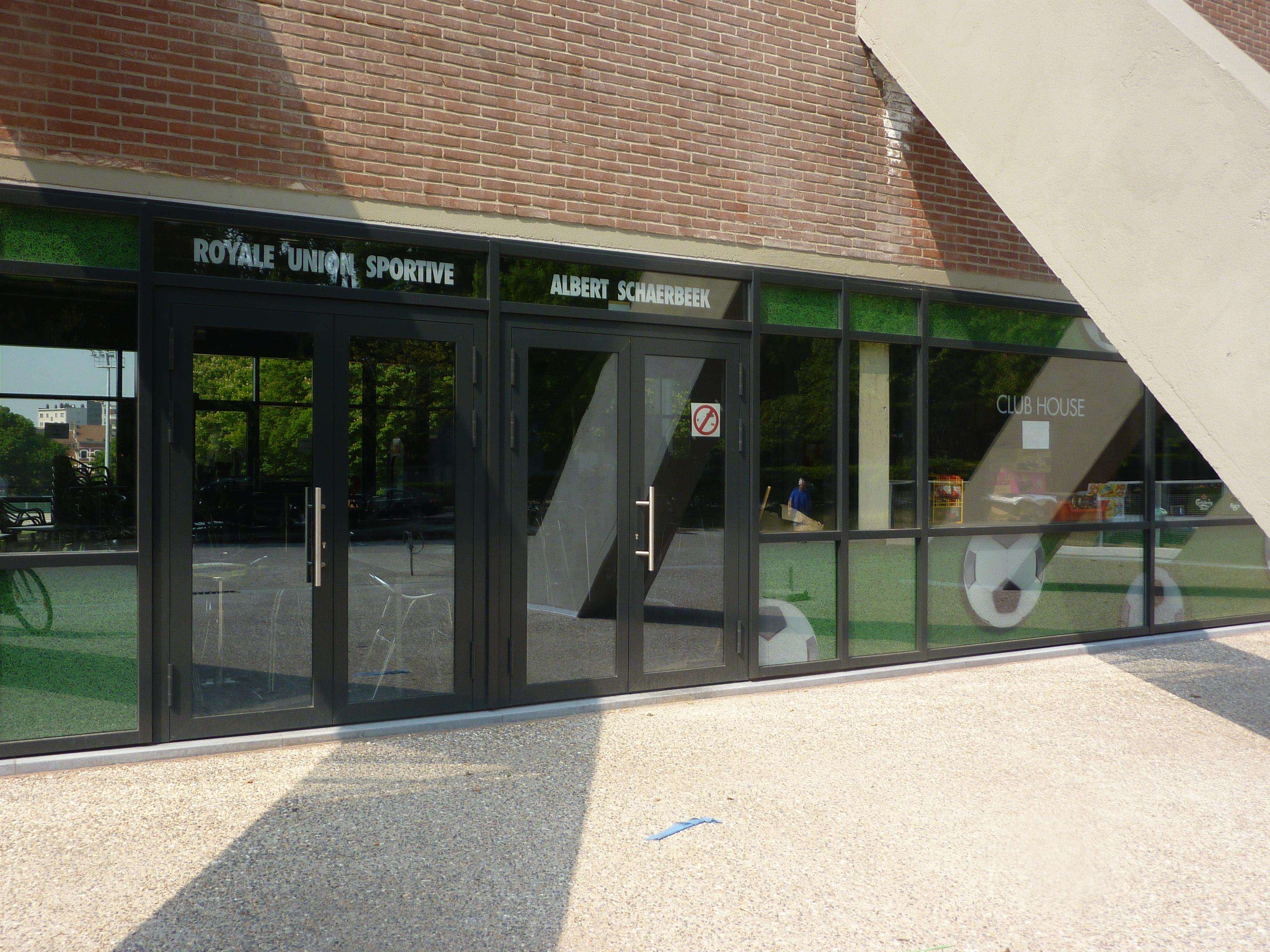
Club house du Crossing